# Clethra hirsutovillosa
Clethra hirsutovillosa är en tvåhjärtbladig växtart som beskrevs av S.Valencia, Cruz Durán. Clethra hirsutovillosa ingår i släktet Clethra och familjen Clethraceae. Inga underarter finns listade i Catalogue of Life.